# Arthroleptis fichika
Arthroleptis fichika е вид жаба от семейство Arthroleptidae. Видът е застрашен от изчезване.

## Разпространение и местообитание
Разпространен е в Танзания.
Обитава гористи местности, планини и възвишения.